# Taka (Hyōgo)
Taka (多可町?) è una cittadina giapponese della prefettura di Hyōgo.